# Le Pontet (Savoia)
Le Pontet è un comune francese di 133 abitanti situato nel dipartimento della Savoia nella regione dell'Alvernia-Rodano-Alpi.

## Società

### Evoluzione demografica
Abitanti censiti